# Treurnacht
De Treurnacht (Spaans: Noche Triste) was een episode uit de Spaanse verovering van Mexico waarbij het leger van Hernán Cortés bijna door de Azteken vernietigd werd toen het de Azteekse hoofdstad Tenochtitlan ontvluchtte.
De Treurnacht vond een week na Cortés' terugkeer in Tenochtitlan plaats. Cortés had de stad moeten verlaten om troepen van Pánfilo de Narváez, die door de gouverneur van Cuba Diego Velázquez waren gestuurd om Cortés tot de orde te roepen, te verslaan. Bij Cortés' afwezigheid had diens tweede man Pedro de Alvarado een bloedbad laten aanrichten bij een Azteeks religieus feest (Toxcatl). Cortés trof de stad in chaos aan. Hij gebood de Azteekse hueyi tlahtoani Motecuhzoma II zijn volk te kalmeren, waarbij deze om het leven kwam (het is ook mogelijk dat hij door Cortés om het leven is gebracht).
Cortés vond zichzelf nu belegerd in het paleis van Motecuhzoma. Aangezien zijn voorraden opraakten, besloot hij de stad te ontvluchten. De Spanjaarden raapten de schatten die zij verzameld hadden bijeen en verlieten het paleis in de nacht van 30 juni op 1 juli. Ze vertrokken in westelijke richting, over de dam naar Tlacopan. Ze werden echter ontdekt door Azteekse soldaten, die alarm sloegen. De hele nacht werd er hevig gevochten terwijl de Spanjaarden en hun Indiaanse bondgenoten de stad ontvluchtten. Sommige kanalen raakten zo verstopt met lichamen en brokstukken, dat de vluchtenden ze zo over konden steken. Sommige conquistadores hadden zoveel goudschatten meegenomen, dat ze onder het gewicht verdronken toen ze in het water vielen. Uiteindelijk wist Cortés met de overlevenden, waaronder Alvarado, Cortés' maîtresse La Malinche en prinses Tecuichpotzin, Tlacopan te bereiken.
Tussen de 150 en 450 Spanjaarden verloren het leven. Thoan Cano geeft zelfs een aantal van 1150, maar dat aantal is waarschijnlijk hoger dan het aantal Spanjaarden dat aanwezig was. Volgens Cortés was er geen enkele Spanjaard die niet gewond was gedurende de nacht. Ook kwam de helft van Cortés zijn Indiaanse bondgenoten om het leven. Na de treurnacht vluchtten de Spanjaarden naar het noorden. In de slag bij Otumba kwam het opnieuw tot een treffen, maar dit keer wist Cortés de Azteken overtuigend te verslaan. Hierna vestigde Cortés zijn hoofdkwartier in Texcoco, en zette hij het Beleg van Tenochtitlan op.